# Piero Pasinati
Pietro „Piero“ Pasinati (* 21. Juli 1910 in Triest; † 15. November 2000 ebenda) war ein italienischer Fußballspieler und -trainer.
Pasinati spielte während seiner aktiven Laufbahn als Linksaußen, war sehr schnell und hatte einen starken Schuss. Noch heute gilt er, zusammen mit seinen Weggefährten Nereo Rocco und Gino Colaussi, als eine der größten Fußballlegenden Triests. 1938 wurde er mit der italienischen Nationalmannschaft Weltmeister. 

## Spielerkarriere
Piero Pasinati stammt aus dem Triestiner Stadtteil San Giacomo, aus dem auch Nereo Rocco kam. Bereits in jungen Jahren spielten die beiden späteren Fußballlegenden ihrer Stadt bei der US Triestina zusammen. Pasinati debütierte in der Saison 1927/28 in der Ersten Mannschaft. In dieser Zeit spielte er als Linksaußen, der Position, auf der er große Berühmtheit erlangte, obwohl er im Verlauf seiner Karriere viele Spielpositionen bekleidete und sogar in der Abwehr spielte. Bereits in der folgenden Spielzeit war Pasinati Stammkraft der Triestina und wurde schnell zum Führungsspieler.
Mit der US Triestina spielte Piero Pasinati in der Serie A regelmäßig gegen den Abstieg, den man stets verhindern konnte. Dennoch überzeugte er mit seinen Leistungen, sodass er 1936 von Nationaltrainer Vittorio Pozzo erstmals in die Nationalmannschaft berufen wurde, für die er am 5. April 1936 gegen die Schweiz debütierte. Nachdem die Triestina in der Saison 1937/38 den sechsten Rang in der Serie A erreicht hatte, wurde Pasinati, zusammen mit seinem Mannschaftskollegen Colaussi und Chizzo, in den Kader der Italiener für die Weltmeisterschaft in Frankreich berufen. Pasinati startete als Stammkraft ins Turnier. Beim ersten Spiel, dem Achtelfinale gegen Norwegen gab er in der Verlängerung die Vorlage zu Silvio Piolas entscheidendem 2:1. Trotzdem verlor er seinen Platz an den technisch stärkeren Amedeo Biavati und absolvierte danach kein Spiel mehr. Nach dem 4:2 im Finale gegen Ungarn konnte Pasinati mit seiner Mannschaft den Gewinn des WM-Titels feiern, erschien aber danach nicht auf dem offiziellen Foto der Weltmeister, worüber er sehr verärgert war.
Nach seiner insgesamt zwölften Saison in Triest wechselte Piero Pasinati zusammen mit Bruno Chizzo im Sommer 1939 zum AC Mailand, wo er jedoch nur ein Jahr lang spielte. 1940 wurde er an Novara Calcio verkauft, mit denen er jedoch in der ersten Spielzeit in die Serie B abstieg. Zur Saison 1941/42 ging Piero Pasinati zurück zur US Triestina. Auch nach dem Zweiten Weltkrieg, spielte er, mittlerweile 35-jährig, weiter für seinen Heimatklub. Zur Saison 1946/47 wechselte Piero Pasinati zur US Cremonese in die Serie B. 1948/49 beendete er seine Spielerlaufbahn dann bei San Giovanni, einer kleineren Triestiner Mannschaft in der Serie C.

## Trainerkarriere
Nach Ende seiner aktiven Karriere arbeitete Piero Pasinati als Trainer. Er begann 1950 beim unterklassigen Klub Ponziana, den er in die Serie C führte. 1953 wurde er Co-Trainer bei „seiner“ US Triestina, zur Mitte der Saison 1956/57 ersetzte er den entlassenen Severino Feruglio auf dem Trainerstuhl. Pasinati schaffte es jedoch nicht, seine Mannschaft vor dem Abstieg in die Serie B zu bewahren, danach kehrte die Triestina nie wieder in die Serie A zurück. Danach trainierte er die den FC Catanzaro, die SS Sambenedettese Calcio und den FC Empoli.
Nach Ende seiner Trainerzeit arbeitete Piero Pasinati, bis wenige Monate vor seinem Tod, in der Glaserei seiner Familie in Triest.

## Erfolge
- Weltmeister: 1938